# Acrocercops psaliodes
Acrocercops psaliodes är en fjärilsart som beskrevs av Edward Meyrick 1926. Acrocercops psaliodes ingår i släktet Acrocercops och familjen styltmalar. Inga underarter finns listade i Catalogue of Life.